# Geirrod (satelit)
Geirrod (Saturn LXVI), cunoscut provizoriu ca S/2004 S 38, este un satelit natural al lui Saturn. Descoperirea sa a fost anunțată de Scott S. Sheppard⁠(d), David C. Jewitt⁠(d) și Jan Kleyna⁠(d) pe 8 octombrie 2019 din observații efectuate între 12 decembrie 2004 și 22 martie 2007.  A primit denumirea permanentă în august 2021. Pe 24 august 2022, a fost numit oficial după Geirröðr, un jötunn din mitologia nordică.  Este un dușman al lui Thor și este ucis de el.
Geirrod are aproximativ 4 kilometri în diametru și orbitează în jurul lui Saturn la o distanță medie de 21,908 Gm în 1211,02 zile, la o înclinație de 154° față de ecliptică, într-o direcție retrogradă și cu o excentricitate de 0,437. 